# Ivan Cotroneo
Ivan Cotroneo (Napoli, 21 febbraio 1968) è uno scrittore, sceneggiatore, regista, traduttore, commediografo, e autore televisivo italiano.

## Biografia
Nato a Napoli, dopo aver abbandonato gli studi di giurisprudenza si trasferisce a Roma, dove nel 1992 si diploma in sceneggiatura presso il Centro Sperimentale di Cinematografia. I suoi primi approcci con il cinema avvengono grazie al regista Pappi Corsicato, per il quale Cotroneo scrive l'episodio La stirpe di Iana incluso nel film collettivo I vesuviani e la sceneggiatura del lungometraggio Chimera.
Nel 1999, edito da Bompiani, pubblica una raccolta di citazioni intitolata Il piccolo libro della rabbia. Nello stesso anno ha collaborato alla sceneggiatura di In principio erano le mutande di Anna Negri, assieme a Renato De Maria e Francesco Piccolo ha scritto la sceneggiatura di Paz!, portando sul grande schermo i personaggi creati da Andrea Pazienza. Nel 2003 collabora con Daniele Luchetti e Stefania Montorsi per Dillo con parole mie e scrive per Alex Infascelli il cortometraggio L'ultimo giorno. Nel 2003 pubblica il suo primo romanzo, Il re del mondo, mentre nel 2005, sempre edito da Bompiani pubblica il romanzo Cronaca di un disamore.
Cotroneo ha lavorato come sceneggiatore per diverse produzioni televisive, come fiction e miniserie TV, quali Un posto tranquillo e Raccontami una storia. Sempre per la televisione, ha fatto parte del team di autori del programma L'ottavo nano, di Serena Dandini e Corrado Guzzanti, per la Dandini è stato inoltre autore per tre stagioni del talk show Parla con me. Oltre al cinema e alla televisione, Cotroneo lavora anche per il teatro, ha adattato l'edizione italiana di Closer di Patrick Marber e Le regole dell'attrazione di Bret Easton Ellis, inoltre ha scritto alcuni spettacoli comici e ha scritto per Claudio Gioè il monologo Se stanotte sono qui.
Nel 2007 collabora alla sceneggiatura di Piano, solo, adattamento cinematografico di un libro di Walter Veltroni e nello stesso anno pubblica il suo terzo romanzo, La kryptonite nella borsa. Nel 2008 scrive assieme a Maria Sole Tognazzi L'uomo che ama, film d'apertura del Festival Internazionale del Film di Roma 2008. In quell'anno torna a scrivere per la televisione con la fiction Tutti pazzi per amore, di cui è autore del format originale, e un nuovo adattamento televisivo di Pinocchio.
Nel 2009 ha scritto insieme a Sandro Petraglia e Fidel Signorile la sceneggiatura di La prima linea di Renato De Maria, e insieme a Barbara Alberti, Walter Fasano e Luca Guadagnino la sceneggiatura di Io sono l'amore. Insieme a Ferzan Özpetek nello stesso anno scrive la sceneggiatura del film di Özpetek Mine vaganti, vincitore del Globo d'Oro 2010 per la migliore sceneggiatura e candidato, per la sceneggiatura, al David di Donatello e al Nastro d'argento 2010.
Nell'ottobre 2010 pubblica il suo quarto libro per Bompiani, Un bacio. È il traduttore ufficiale delle opere di Hanif Kureishi e Michael Cunningham, ma gli interessi di Cotroneo si espandono anche ad altri campi, oltre a gestire un laboratorio di sceneggiatura presso il Dams dell'Università degli Studi Roma Tre, collabora con le riviste Rolling Stone e Max e si diletta con la musica, suo è il testo di Senza regole, brano scritto per Syria su musiche di Saturnino.
Nel 2011 per il film Mine vaganti il Bif&st di Bari gli ha assegnato il Premio Suso Cecchi D'Amico per la migliore sceneggiatura e il Premio Tonino Guerra per il miglior soggetto.
Nel 2011 debutta alla regia cinematografica con La kryptonite nella borsa, basato sull'omonimo romanzo scritto dallo stesso Cotroneo nel 2007 e presentato in concorso al Festival Internazionale del Film di Roma 2011.

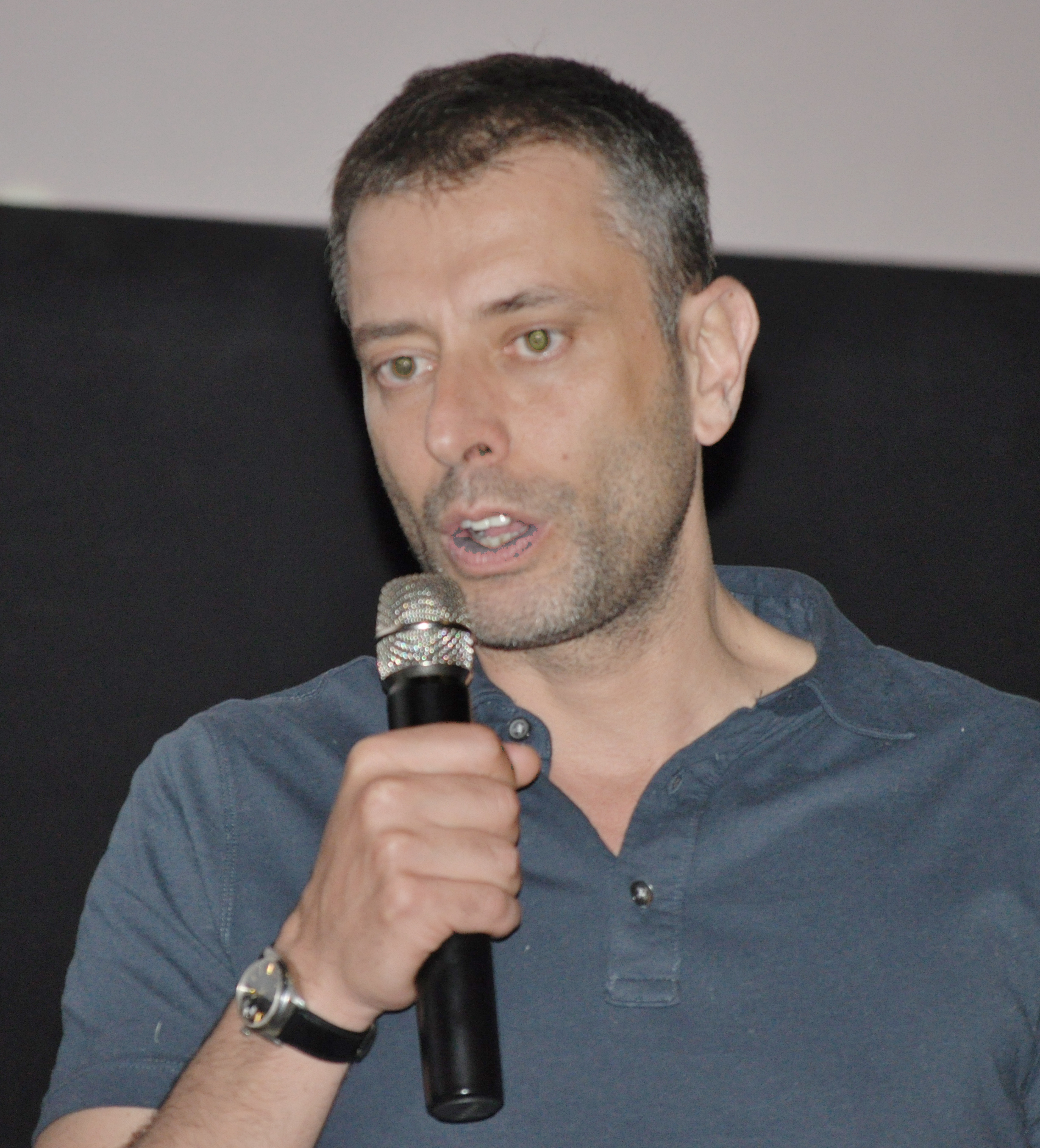
Ivan Cotroneo nel 2012

Nel 2013 scrive insieme a Maria Sole Tognazzi  e Francesca Marciano la sceneggiatura di Viaggio sola
Inoltre scrive una serie televisiva e webserie Una mamma imperfetta diretta per la prima stagione da Ivan Cotroneo e per la seconda stagione da Stefano Chiantini, prodotta da RCS, Indigo Film, Rai Fiction e la 21 dello stesso Cotroneo. Nello stesso anno scrive e dirige il film TV tratto dalla serie "Il Natale della mamma imperfetta" andato in onda su Raidue.
Nel 2015 collabora nuovamente con Francesca Marciano e Maria Sole Tognazzi alla stesura della sceneggiatura del suo nuovo film Io e lei.
Nel 2016 scrive con Monica Rametta e dirige il film Un bacio, uscito nelle sale italiane il 31 marzo di quell'anno. Il film vince il Ciak giovani, e il Globo d'ro per la migliore sceneggiatura.
Nello stesso anno scrive con Mika, Tiziana Martinengo e Giulio Mazzoleni, lo show "Stasera casa Mika", che va in onda su Raidue per due stagioni e vince il Rose d'Or come Miglior show televisivo europeo.
Nel 2017 va in onda su Raiuno la miniseria "Sirene" diretta da Davide Marengo di cui Cotroneo è showrunner e autore insieme a Monica Rametta. 
Il 7 gennaio 2019 debutta su Rai Uno alla regia della nuova serie televisiva La Compagnia del Cigno da lui ideata e scritta con Monica Rametta. La serie racconta un anno scolastico di sette ragazzi iscritti al Conservatorio Giuseppe Verdi di Milano e vede tra i protagonisti, oltre a sette giovani attori musicisti, Alessio Boni, Anna Valle, Alessandro Roja e Carlotta Natoli. 
Il 28 marzo 2019 debutta su Raiuno la serie televisiva in sei puntate Mentre ero via, diretta da Michele Soavi, e interpretata da Vittoria Puccini. Il soggetto di serie è scritto da Ivan Cotroneo e Monica Rametta, le sceneggiature da Cotroneo, Rametta e Vittorino Testa.
Nel 2020 pubblica con Monica Rametta per La nave di Teseo Quattordici giorni, dal quale gli stessi autori traggono la sceneggiatura per il film omonimo diretto da Ivan Cotroneo, prodotto da Indigo Film e Paramount e distribuito in esclusiva su Paramount+.
L'11 aprile del 2021 debutta su Raiuno la seconda stagione della serie La compagnia del Cigno, scritta da Ivan Cotroneo e Monica Rametta e diretta da Ivan Cotroneo. 
Nel 2022 dirige il film documentario Laura Pausini - Piacere di conoscerti scritto da Laura Pausini, Monica Rametta e Ivan Cotroneo. Il film è prodotto da Endemol e Amazon, e distribuito sulla Piattaforma Amazon Prime. 
Il 18 gennaio 2023 debutta al Morlacchi di Perugia la commedia Amanti da lui scritta e diretta e interpretata da Massimiliano Gallo con Fabrizia Sacchi. La commedia va in tournée per quell'anno e riprende nella stagione teatrale 2023/2024.
Il 28 febbraio 2023 va in onda su Raiuno per tre serate 6 donne, miniserie ideata da Ivan Cotroneo e Monica Rametta e diretta da Vincenzo Marra.
Nel marzo 2023 iniziano le riprese di La vita che volevi una produzione Netflix Italia e Banijay, creata e scritta da Ivan Cotroneo e Monica Rametta, e diretta da Ivan Cotroneo. 
Tiene dal 2018 un laboratorio di sceneggiatura presso la Iulm di Milano.

## Libri
- Il piccolo libro della rabbia. Reagire ai soprusi e vivere felici, Milano, Bompiani, 1999. ISBN 88-452-4263-3.
- Il re del mondo, Milano, Bompiani, 2003. ISBN 88-452-5390-2.
- Cronaca di un disamore, Milano, Bompiani, 2005. ISBN 88-452-5557-3.
- La kryptonite nella borsa, Milano, Bompiani, 2007. ISBN 978-88-452-5988-3.
- Un bacio, Milano, Bompiani, 2010. ISBN 978-88-452-6542-6.
- Le voci del sogno, Milano, La nave di Teseo, 2018. ISBN 978-88-9395-012-1.
- 14 giorni. Una storia d'amore con Monica Rametta, Milano, La nave di Teseo, 2020. ISBN 978-88-346-0423-6.

## Filmografia

### Sceneggiatore

#### Cinema
- Cosa c'entra con l'amore, regia di Marco Speroni (1997)
- In principio erano le mutande, regia di Anna Negri (1999)
- Chimera, regia di Pappi Corsicato (2001)
- Paz!, regia di Renato De Maria (2002)
- L'ultimo giorno, regia di Alex Infascelli – Cortometraggio (2003)
- Dillo con parole mie, regia di Daniele Luchetti (2003)
- Piano, solo, regia di Riccardo Milani (2007)
- L'uomo che ama, regia di Maria Sole Tognazzi (2008)
- Questo piccolo grande amore, regia di Riccardo Donna (2009)
- Io sono l'amore, regia di Luca Guadagnino (2009)
- La prima linea, regia di Renato De Maria (2009)
- Mine vaganti, regia di Ferzan Özpetek (2010)
- La kryptonite nella borsa, regia di Ivan Cotroneo (2011)
- Viaggio sola, regia di Maria Sole Tognazzi (2013)
- Il Natale della mamma imperfetta, regia di Ivan Cotroneo (2013)
- Io e lei, regia di Maria Sole Tognazzi (2015)
- Un bacio, regia di Ivan Cotroneo (2016)

#### Documentari
- Laura Pausini - Piacere di conoscerti (2022)

### Televisione
- Un posto tranquillo, regia di Luca Manfredi – miniserie TV (2003)
- Raccontami una storia, regia di Riccardo Donna – miniserie TV (2004)
- Un posto tranquillo 2, regia di Claudio Norza – miniserie TV (2005)
- La moglie cinese, regia di Antonio Luigi Grimaldi – miniserie TV (2006)
- Tutti pazzi per amore – serie TV (2008-2012)
- Pinocchio, regia di Alberto Sironi – miniserie TV (2008)
- Sissi, regia di Xaver Schwarzenberger – miniserie TV (2009)
- Mannaggia alla miseria, regia di Lina Wertmüller – film TV (2010)
- Storia di Laura, regia di Andrea Porporati – film TV
- Una grande famiglia – serie TV (2012-2015)
- Una mamma imperfetta – webserie/serie TV (2013)
- Un'altra vita – serie TV (2014)
- È arrivata la felicità – serie TV (2015-2018)
- Sorelle – serie TV (2017)
- Sirene – serie TV (2017)
- La Compagnia del Cigno – serie TV (2019-2021)
- Mentre ero via – serie TV (2019)
- Sei donne - Il mistero di Leila – serie TV (2023)
- La vita che volevi – serie TV, 4 episodi (2024)

### Regista

#### Cinema
- La kryptonite nella borsa (2011)
- Il Natale della mamma imperfetta (2013)
- Un bacio (2016)
- Quattordici giorni (2021)

#### Televisione
- Una mamma imperfetta – webserie/serie TV (2013)
- La Compagnia del Cigno – serie TV (2019)
- La vita che volevi – serie TV Netflix (2024)

#### Docu-film
- Laura Pausini - Piacere di conoscerti (2022)

## Teatrografia parziale
- Amanti, con Massimiliano Gallo e Fabrizia Sacchi (2023-)